# 集英学園インターネットラジオステーション＜音泉＞分校乙女研究部
集英学園インターネットラジオステーション＜音泉＞分校乙女研究部（しゅうえいがくえんいんたーねっとらじおすてーしょん おんせん ぶんこうおとめけんきゅうぶ）は、インターネットラジオ配信サイト音泉で2005年3月から4月まで放送されたインターネットラジオ番組。
パーソナリティは、神谷浩史と伊東隼人。

## 放送概要
- 放送時期は2005年3月10日から同年4月14日までの全6回放送された
- スポンサーは集英社とこみっくパーティーの2社だった
- 第3回目からは「集英学園＜音泉＞分校乙女研究部」と略称されることもあった
- スタジオには来なかったが、諏訪部順一がボイスメッセージとして登場した週があった

## ゲスト
第2回（3月17日放送分）：早水リサ（小泉リサ 役）
第4回（3月31日放送分）：工藤晴香

## コーナー
CM明け牧場
鳴き真似してほしい生物を募集するコーナー
ギラギラ200%
こんな人がモテる・モテないといったモテる情報を募集するコーナー
普通のお便り
どんなお便りでもオールOKのフリーお便りコーナー